# Zliechovská hornatina
Zliechovská hornatina je geomorfologický podcelek Strážovských vrchů. Budovaný je horninami krížňanského příkrovu, přičemž jde zejména o slínovce a pískovce.
Nachází se v centrální, nejvyšší části pohoří. Nejvyšší hora je Strážov, vysoký 1213 m n. m.

## Geomorfologické členění
- Baška
- Belianská kotlina
- Belianská vrchovina
- Čičmanského kotlina
- Javorinka
- Kněz stůl
- Slatinská brázda
- Strážov
- Temešská vrchovina
- Zliechovská kotlina